# Yohei Takeda
Yohei Takeda (武田 洋平 Takeda Yohei?), född 30 juni 1987, är en japansk fotbollsmålvakt som spelar för Nagoya Grampus.

## Karriär
I juli 2007 blev han uttagen i Japans trupp till U20-världsmästerskapet 2007.